# Jan De Winne
Jan De Winne né à Bruges, le 24 juillet 1962 est un flûtiste baroque (traverso) belge.

## Biographie
Jan de Winne a fait ses études musicales aux conservatoires de Bruges et de Gand, et parallèlement des études de musicologie et d'histoire de l'art à l'université de Gand. Il se spécialise en flûte baroque auprès de Barthold Kuijken au Conservatoire de Bruxelles. En 1987, il est lauréat du concours international « Musica Antiqua » à Bruges.
De 1988 à 2005 il travaille avec des ensembles comme « Il Fondamento » (Paul Dombrecht), « Wiener Akademie » (Martin Haselböck), « Salzburger Barockorchester » (Erwin Ortner), « Amsterdam Baroque Orchestra » (Ton Koopman), pour finalement s'attacher aux ensembles de Philippe Herreweghe, « La Chapelle Royale » et « l'Orchestre des Champs-Élysées » ainsi que l'orchestre baroque « Les Agrémens » sous Guy van Waas.
Actuellement, il se consacre avant tout à la musique de chambre avec l'ensemble « Il Gardellino », qu'il fonda en 1988 avec le hautboïste Marcel Ponseele. Jan de Winne se consacre aussi à la fabrication artisanale de flûtes baroques et classiques et enseigne le traverso au Conservatoire national supérieur de musique et de danse de Paris (et auparavant au Conservatoire national supérieur de musique et de danse de Lyon) et la musique de chambre au Conservatoire Royal de Bruxelles. Il est également directeur artistique du label "Passacaille".

## Enregistrements et concerts
Des concerts avec « Il Gardellino » l'ont amené dans la plupart des pays européens, ainsi qu'aux États-Unis, au Japon, en Amérique latine et en Israël. L'ensemble a enregistré des cantates de Georg Philipp Telemann, les trios avec pianoforte de Joseph Haydn (Eufoda), les concertos à cinq flûtes de Joseph Bodin de Boismortier (Naxos), les quatuors avec alto de Carl Philipp Emanuel Bach (Eufoda) ainsi que des disques consacrés aux compositeurs de la cour de Frédéric II de Prusse (Accent).

## Source
1. ↑  Biographie sur le site de Il Gardellino